# جووانا گالتی
جووانا گالتی (ایتالیایی: Giovanna Galletti؛ ۲۷ ژوئن ۱۹۱۶ – ۲۱ آوریل ۱۹۹۲) بازیگر اهل ایتالیا بود.
از فیلم‌ها یا برنامه‌های تلویزیونی که وی در آن نقش داشته‌است، می‌توان به آخرین تانگو در پاریس، رم، شهر بی‌دفاع، کتاب مقدس، فردا هم روز خداست، تبهکاران، مسالینا و عجایب علاءالدین اشاره کرد.